# Uinal

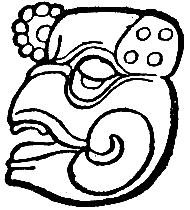
Glifo del Uinal

Un winal o uinal es una unidad de tiempo en el calendario maya de cuenta larga igual a 20 días (o kʼin). Es el cuarto dígito en la fecha de cuenta larga Maya.
Por ejemplo, en la fecha de cuenta larga Maya 12.19.13.15.12 (5 de diciembre de 2006), el número 15 es el winal.